# Vinzentiner Kongregation von Malabar
Die Vinzentiner Kongregation von Malabar (lateinisch Congregatio Vincentiana, englisch Vinzentian Congregation, Ordenskürzel: CV, VC) ist eine klerikale Gesellschaft apostolischen Lebens. Sie ist eine Kongregation päpstlichen Rechts innerhalb der Syro-malabarischen Kirche und wurde 1904 durch Ludwig Pazheparambil ins Leben gerufen.

## Geschichte
Der Apostolische Vikar des Apostolischen Vikariats Ernakulam Ludwig Pazheparambil entwickelte den Gedanken, in seiner Diözese eine Priestergemeinschaft auf der Grundlage der Vinzentiner Mission des hl. Vinzenz von Paul aufzubauen. Am 19. Juli 1927 wurde die Kongregation  gegründet, zu den Gründungsmitgliedern zählten die Patres Varkey Katterath, George Mannara, Antony Powathil und George Vattamkandathil. In der Gemeinde Thottakom (Kerala, Indien) errichteten sie ihr erstes Ordenshaus und Pater Katterath übernahm die Leitung. Zum ersten Generalsuperior wurde Pater Mannara gewählt. Mit Dekret vom 19. Februar 1968 erhielt die Ordensgemeinschaft die päpstliche Zusage und wurde am 27. September 1971 durch Papst Paul VI. approbiert.

## Arbeitsschwerpunkte und Organisation
Die Priestergemeinschaft richtet sich nach den Grundregeln der Vinzentiner-Mission (Congregatio Missionis CM), die 1625 vom hl. Vinzenz von Paul (1581–1660) gegründet wurde. Zu ihrer Hauptaufgabe gehören die Evangelisierung, die Verkündigung des Evangeliums, die Durchführung von Exerzitien und Seminaren und die Unterstützung der Armen.
Der örtliche Schwerpunkt ihrer Aktivitäten ist Indien und erstreckt sich auf die Erzbistümer und  Bistümer der Syro-Malabarischen Kirche. Hierzu gehören auch die Niederlassungen in Ostafrika, den USA, Kanada, England, Deutschland und Italien.
Kirchenrechtlich unterliegt die Ordensgemeinschaft der Jurisdiktion des Dikasteriums für die orientalischen Kirchen. Das Generalhaus der Vinzentiner von Malabar hat seinen Sitz in Edappally. Insgesamt verfügt die Priestergemeinschaft (Stand Dezember 2005) über 90 Häuser und 584 Ordensmitgliedern, von denen 354 dem Priesterstand angehören. Seit dem 21. Mai 2009 amtiert als Generalsuperior der indische Pater Varghese Parappuram.
Die Ordensgemeinschaft stellt derzeit einen Bischof, den Bischof von Satna Matthew Vaniakizhakel CV. Zudem war dessen 2019 verstorbener Amtsvorgänger Abraham D. Mattam Mitglied der Kongregation.

## Generalsuperiore
- George Mannara (1927 – ?)
- Thomas Nedumkallel (? – 1960)
- Jacob Kallarackal (1960–1972)
- George Kammattil (1972–1985)
- George Manalel (1985–1989)
- Paul Kariamadam (1989–1993)
- Antony Plackal (1993–2001)
- George Arackal (2001–2005)
- Varghese Puthussery (2005–2009)
- Varghese Parappuram (2009–…)